# Profisetinidina
Las profisetinidinas son un tipo de tanino condensado formado a partir de leucofisetinidina, la forma leucoantocianidina de la fisetinidina.
Los taninos de Mimosa y quebracho son, según una estudio comparativo 13C NMR de poliflavonoides, resultaron estar formados predominantemente por taninos de tipo profisetinidina/prorobinetidina.
Las masas esperadas que se encuentran en la espectrometría de masas en el tanino de quebracho son 561, 833, 1105, 1377, 1393, 1651, 1667. El quebracho también produce ácido gálico.